# Ivan Radeljić
Ivan Radeljić (Imotski, 14. rujna 1980.) hrvatsko-bosanskohercegovački je nogometni trener i bivši nogometaš. Trenutačno je bez kluba.
Nekadašnji igrač Hajduka s 57 nastupa i 9 zgoditaka. U 2015. je Radeljić odlučio prekinuti igračku karijeru. U lipnju 2015. mu je istekao ugovor s RNK Splitom i nakon toga odlazi u trenerske vode.
Statistika u Hajduku
| Natjecanje        | Nastupi | Zgoditci |
| ----------------- | ------- | -------- |
| Prvenstvo         | 26      | 0        |
| Kup               | 10      | 0        |
| Superkup          | 0       | 0        |
| Međunarodne       | 2       | 0        |
| Splitski podsavez | 0       | 0        |
| Ukupno            | 38      | 0        |
| Prijateljske      | 19      | 9        |
| Sveukupno         | 57      | 9        |